# Sofia Arvidsson
Sofia Arvidsson (ur. 16 lutego 1984 w Halmstad) – szwedzka tenisistka. Swój pierwszy turniej WTA Tour wygrała pod koniec lutego 2006 roku w Memphis, gdzie pokonała Polkę, Martę Domachowską. Kolejny triumf odniosła sześć lat później na tym samym turnieju. Tym razem w finale wygrała z reprezentantką Nowej Zelandii, Mariną Erakovic. Najwyżej sklasyfikowana w rankingu singlowym była 1 maja 2006 – na 29. miejscu. W 2001 roku jako juniorka grała w finale Australian Open.

## Finały turniejów WTA
| Legenda                     | Legenda |
| --------------------------- | ------- |
| Wielki Szlem                |         |
| Igrzyska olimpijskie        |         |
| WTA Tour Championships      |         |
| 1988 – 2008                 |         |
| Kategoria I                 |         |
| Kategoria II                |         |
| Kategoria III               |         |
| Kategoria IV                |         |
| Kategoria V                 |         |
| 2009 – 2020                 |         |
| WTA Premier Mandatory       |         |
| WTA Premier 5               |         |
| WTA Premier                 |         |
| WTA International Series    |         |
| WTA 125K series (2012–2020) |         |

### Gra pojedyncza 4 (2-2)
| Końcowy wynik | Nr | Data             | Turniej | Nawierzchnia  | Przeciwniczka     | Wynik finału  |
| ------------- | -- | ---------------- | ------- | ------------- | ----------------- | ------------- |
| Finalistka    | 1. | 6 listopada 2005 | Québec  | Twarda (hala) | Amy Frazier       | 6:1, 7:5      |
| Zwyciężczyni  | 1. | 25 lutego 2006   | Memphis | Twarda (hala) | Marta Domachowska | 6:2, 2:6, 6:3 |
| Finalistka    | 2. | 20 lutego 2010   | Memphis | Twarda (hala) | Marija Szarapowa  | 2:6, 1:6      |
| Zwyciężczyni  | 2. | 25 lutego 2012   | Memphis | Twarda (hala) | Marina Erakovic   | 6:3, 6:4      |

### Gra podwójna 5 (1-4)
| Końcowy wynik | Nr | Data             | Turniej   | Nawierzchnia  | Partnerka        | Przeciwniczki                                    | Wynik finału   |
| ------------- | -- | ---------------- | --------- | ------------- | ---------------- | ------------------------------------------------ | -------------- |
| Finalistka    | 1. | 21 września 2009 | Québec    | Twarda (hala) | Séverine Brémond | Vania King Barbora Záhlavová-Strýcová            | 1:6, 3:6       |
| Zwyciężczyni  | 1. | 19 września 2010 | Québec    | Twarda (hala) | Johanna Larsson  | Bethanie Mattek-Sands Barbora Záhlavová-Strýcová | 6:1, 2:6, 10-6 |
| Finalistka    | 2. | 10 stycznia 2011 | Auckland  | Twarda        | Marina Erakovic  | Květa Peschke Katarina Srebotnik                 | 3:6, 0:6       |
| Finalistka    | 3. | 15 kwietnia 2012 | Kopenhaga | Twarda (hala) | Kaia Kanepi      | Kimiko Date-Krumm Rika Fujiwara                  | 2:6, 6:4, 5-10 |
| Finalistka    | 4. | 23 lutego 2013   | Memphis   | Twarda (hala) | Johanna Larsson  | Kristina Mladenovic Galina Woskobojewa           | 6:7(5), 3:6    |

## Finały juniorskich turniejów wielkoszlemowych

### Gra pojedyncza (1)
| Końcowy wynik | Rok  | Turniej         | Nawierzchnia | Przeciwniczka   | Wynik finału |
| Finalistka    | 2001 | Australian Open | Twarda       | Jelena Janković | 2:6, 1:6     |